# Schermbeck
Schermbeck település Németországban, azon belül Észak-Rajna-Vesztfália tartományban. Lakosainak száma 13 565 fő (2023. december 31.). Schermbeck Hamminkeln, Hünxe és Dorsten községekkel határos.

## Népesség
A település népességének változása:
| Lakosok száma | 10 586 | 13 672 | 13 599 | 13 464 | 13 479 | 13 565 |
|               | 1975   | 2017   | 2019   | 2021   | 2022   | 2023   |